# Sukamulya (Lempuing)
Sukamulya is een bestuurslaag in het regentschap Ogan Komering Ilir van de provincie Zuid-Sumatra, Indonesië. Sukamulya telt 4041 inwoners (volkstelling 2010).